# Ligue A Masculina de 2022–23
A Ligue A Masculina de 2022–23 foi a 83.ª edição da primeira divisão do campeonato francês de voleibol, competição esta organizada pela Ligue Nationale de Volley (LNV) sob a égide da Federação Francesa de Voleibol (em francês:  Fédération Française de Volley-Ball, FFVB). Sua fase classificatória iniciou-se no dia 30 de setembro de 2022, e estendeu-se até o dia 25 de março de 2023.
Com o rebaixamento do AS Cannes na temporada anterior, o Saint-Nazaire VBA – campeão da Ligue B de 2021–22 – juntou-se à primeira divisão e compôs as 14 equipes participantes desta edição.
Após perder a primeira partida das finais jogando fora de casa, o Tours Volley-Ball conseguiu uma vitória por 3–0 jogando em casa e, no golden set, superou o Chaumont Volley-Ball 52 por 15–10, conquistando assim seu nono título nacional.

## Equipes participantes
A seguir a lista das equipes que se qualificaram para competir a Ligue A de 2022–23.
| Equipe                       | Cidade              | Temporada 2021–22  |
| ---------------------------- | ------------------- | ------------------ |
| Tours Volley-Ball            | Tours               | Vice-campeão       |
| Chaumont Volley-Ball 52      | Chaumont            | 3.º                |
| Poitiers Volley              | Poitiers            | 9.º                |
| Arago de Sète                | Sète                | 5.º                |
| Paris Volley                 | Paris               | 6.º                |
| Nantes Rezé MV               | Nantes–Rezé         | 13.º               |
| Montpellier HSC              | Montpellier         | Campeão            |
| Tourcoing LM                 | Tourcoing           | 7.º                |
| Spacer's Toulouse Volley     | Toulouse            | 10.º               |
| Narbonne Volley              | Narbona             | 3.º                |
| Nice Volley-Ball             | Nice                | 8.º                |
| Cambrai Volley               | Cambrai             | 11.º               |
| Plessis Robinson Volley Ball | Le Plessis-Robinson | 12.º               |
| Saint-Nazaire VBA            | Saint-Nazaire       | Campeão da Ligue B |

## Regulamento
Fase classificatória
Cada equipe enfrentou duas vezes, em jogos em casa e fora, as outras treze equipes durante a temporada regular. Ao final, os oito melhores se classificaram para os playoffs, enquanto que a última equipe foi rebaixada para a Ligue B da temporada 2022–23.
Fase final
Na fase final, as oitos melhores equipes se enfrentaram nas oitavas de final, disputada em melhor de cinco jogos, com o clássico sistema de correspondência (1º x 8º, 2º x 7º, 3º x 6º e 4º x 5º). As semifinais foram jogadas em melhor de três jogos. A final foi disputada em duas partidas. Em caso de empate, um golden set de 15 pontos seria realizado. O campeão e a equipe líder no final da temporada regular se classificaram para a Liga dos Campeões de 2023–24. O vencedor da Copa da França de 2022–23 e o vice-campeão dos playoffs participarão da Taça CEV de 2023–24. Se o campeão francês também fosse o 1º na temporada regular, o clube finalista do playoff iria para a Liga dos Campeões, e o 2º da temporada regular na Taça CEV. Em caso de acumulação de títulos, a atribuição das taças europeias seria feita pela ordem de classificação da fase regular. Os clubes que perderam nas quartas de final dos playoffs e os classificados em 9º e 10º na temporada regular competiram nos playoffs por uma vaga na Taça Challenge de 2023–24.

## Critérios de classificação no grupo
1. Pontos
2. Número de vitórias;
3. Razão de sets;
4. Razão de pontos;

- Placar de 3–0 ou 3–1: 3 pontos para o vencedor, nenhum para o perdedor;
- Placar de 3–2: 2 pontos para o vencedor, 1 para o perdedor.

## Fase classificatória

### Classificação
|  | Classificado para as quartas de final |
|  | Rebaixado para a Ligue B de 2023–24   |

|     |                              |     | Jogos | Jogos | Jogos | Resultados | Resultados | Resultados | Resultados | Resultados | Resultados | Sets | Sets | Sets  | Pontos | Pontos | Pontos |
| Pos | Equipe                       | Pts | T     | V     | D     | 3–0        | 3–1        | 3–2        | 2–3        | 1–3        | 0–3        | V    | P    | R     | V      | P      | R      |
| --- | ---------------------------- | --- | ----- | ----- | ----- | ---------- | ---------- | ---------- | ---------- | ---------- | ---------- | ---- | ---- | ----- | ------ | ------ | ------ |
| 1   | Tours Volley-Ball            | 61  | 26    | 20    | 6     | 13         | 5          | 2          | 3          | 2          | 1          | 68   | 27   | 2.519 | 2259   | 2063   | 1.095  |
| 2   | Nantes Rezé MV               | 55  | 26    | 20    | 6     | 10         | 4          | 6          | 1          | 2          | 3          | 64   | 34   | 1.882 | 2256   | 2123   | 1.063  |
| 3   | Chaumont Volley-Ball 52      | 53  | 26    | 17    | 9     | 8          | 7          | 2          | 4          | 3          | 2          | 62   | 38   | 1.632 | 2332   | 2216   | 1.052  |
| 4   | Narbonne Volley              | 49  | 26    | 17    | 9     | 6          | 6          | 5          | 3          | 1          | 5          | 58   | 43   | 1.349 | 2301   | 2244   | 1.025  |
| 5   | Tourcoing LM                 | 48  | 26    | 16    | 10    | 6          | 6          | 4          | 4          | 3          | 3          | 59   | 44   | 1.341 | 2307   | 2243   | 1.029  |
| 6   | Saint-Nazaire VBA            | 46  | 26    | 16    | 10    | 6          | 7          | 3          | 1          | 4          | 5          | 54   | 43   | 1.256 | 2235   | 2147   | 1.041  |
| 7   | Arago de Sète                | 44  | 26    | 13    | 13    | 5          | 6          | 2          | 7          | 3          | 3          | 56   | 49   | 1.143 | 2301   | 2274   | 1.012  |
| 8   | Montpellier HSC              | 40  | 26    | 12    | 14    | 4          | 7          | 1          | 5          | 4          | 5          | 50   | 51   | 0.980 | 2288   | 2274   | 1.006  |
| 9   | Paris Volley                 | 31  | 26    | 10    | 16    | 3          | 5          | 2          | 3          | 5          | 8          | 41   | 57   | 0.719 | 2172   | 2253   | 0.964  |
| 10  | Poitiers Volley              | 30  | 26    | 11    | 15    | 4          | 0          | 7          | 4          | 5          | 6          | 46   | 59   | 0.780 | 2281   | 2391   | 0.954  |
| 11  | Spacer's de Toulouse         | 27  | 26    | 9     | 17    | 3          | 3          | 3          | 3          | 7          | 7          | 40   | 60   | 0.667 | 2223   | 2303   | 0.965  |
| 12  | Plessis Robinson Volley Ball | 26  | 26    | 10    | 16    | 0          | 5          | 5          | 1          | 9          | 6          | 41   | 63   | 0.651 | 2326   | 2414   | 0.964  |
| 13  | Nice Volley-Ball             | 24  | 26    | 9     | 17    | 2          | 3          | 4          | 3          | 7          | 7          | 40   | 62   | 0.645 | 2223   | 2345   | 0.948  |
| 14  | Cambrai Volley               | 10  | 26    | 2     | 24    | 1          | 1          | 0          | 4          | 10         | 10         | 24   | 73   | 0.329 | 2107   | 2321   | 0.908  |

1. ↑  O Nice Volley-Ball foi sancionado com a retirada de dois (2) pontos por descumprimento de obrigações financeiras.[7][8]

### Resultados
| Mandante \ Visitante         | CAM | CVB | MON | NRM | NAR | NIC | PAR | PLE | POI | SNV | SET | TOU | TLM | TVB |
| ---------------------------- | --- | --- | --- | --- | --- | --- | --- | --- | --- | --- | --- | --- | --- | --- |
| Cambrai Volley               | —   | 1–3 | 1–3 | 0–3 | 1–3 | 2–3 | 3–0 | 2–3 | 2–3 | 1–3 | 0–3 | 3–1 | 1–3 | 1–3 |
| Chaumont Volley-Ball 52      | 3–0 | —   | 3–0 | 2–3 | 3–1 | 3–0 | 3–0 | 3–0 | 3–0 | 3–1 | 3–1 | 3–0 | 3–0 | 0–3 |
| Montpellier HSC              | 3–0 | 2–3 | —   | 2–3 | 0–3 | 3–1 | 3–0 | 3–0 | 2–3 | 1–3 | 3–1 | 3–0 | 1–3 | 1–3 |
| Nantes Rezé MV               | 3–2 | 3–0 | 1–3 | —   | 0–3 | 3–0 | 3–0 | 3–0 | 2–3 | 3–0 | 3–1 | 3–1 | 3–2 | 0–3 |
| Narbonne Volley              | 3–0 | 2–3 | 3–2 | 0–3 | —   | 3–0 | 3–1 | 3–0 | 3–2 | 0–3 | 3–2 | 0–3 | 2–3 | 0–3 |
| Nice Volley-Ball             | 3–0 | 3–1 | 1–3 | 1–3 | 3–0 | —   | 3–2 | 3–1 | 3–2 | 1–3 | 1–3 | 3–2 | 0–3 | 2–3 |
| Paris Volley                 | 3–1 | 1–3 | 3–0 | 0–3 | 1–3 | 3–2 | —   | 1–3 | 3–0 | 0–3 | 3–0 | 3–1 | 2–3 | 1–3 |
| Plessis Robinson Volley Ball | 3–1 | 1–3 | 3–1 | 1–3 | 1–3 | 1–3 | 1–3 | —   | 3–2 | 0–3 | 1–3 | 3–2 | 1–3 | 3–2 |
| Poitiers Volley              | 3–0 | 3–2 | 0–3 | 2–3 | 1–3 | 3–0 | 1–3 | 3–2 | —   | 1–3 | 3–2 | 3–0 | 1–3 | 3–0 |
| Saint-Nazaire VBA            | 3–0 | 3–1 | 1–3 | 0–3 | 3–2 | 3–1 | 2–3 | 3–1 | 3–0 | —   | 3–0 | 3–2 | 3–2 | 0–3 |
| Arago de Sète                | 3–1 | 3–1 | 3–2 | 3–1 | 2–3 | 3–2 | 3–0 | 2–3 | 2–3 | 3–0 | —   | 3–0 | 2–3 | 3–1 |
| Spacer's Toulouse Volley     | 3–1 | 3–2 | 1–3 | 0–3 | 1–3 | 3–1 | 1–3 | 1–3 | 3–0 | 3–0 | 3–2 | —   | 3–1 | 0–3 |
| Tourcoing Lille MV           | 3–0 | 3–2 | 3–0 | 2–3 | 0–3 | 3–0 | 3–0 | 1–3 | 3–1 | 3–1 | 0–3 | 2–3 | —   | 1–3 |
| Tours Volley-Ball            | 3–0 | 1–3 | 3–0 | 3–0 | 2–3 | 3–0 | 3–0 | 3–0 | 3–0 | 3–1 | 3–0 | 2–3 | 3–2 | —   |

## Playoffs
|  | Quartas de final        | Quartas de final        | Quartas de final        | Quartas de final        | Quartas de final        | Quartas de final  |                   |                   | Semifinais        | Semifinais        | Semifinais | Semifinais | Semifinais | Semifinais |  |  | Final | Final | Final | Final | Final | Final |
|  |                         |                         |                         |                         |                         |                   |                   |                   |                   |                   |            |            |            |            |  |  |       |       |       |       |       |       |
|  |                         |                         |                         |                         |                         |                   |                   |                   |                   |                   |            |            |            |            |  |  |       |       |       |       |       |       |
|  |                         |                         |                         |                         |                         |                   |                   |                   |                   |                   |            |            |            |            |  |  |       |       |       |       |       |       |
|  | Tours Volley-Ball       | 3                       | 3                       | 3                       |                         |                   |                   |                   |                   |                   |            |            |            |            |  |  |       |       |       |       |       |       |
|  | Tours Volley-Ball       | 3                       | 3                       | 3                       |                         |                   |                   |                   |                   |                   |            |            |            |            |  |  |       |       |       |       |       |       |
|  | Montpellier HSC         | 1                       | 0                       | 1                       |                         |                   |                   |                   |                   |                   |            |            |            |            |  |  |       |       |       |       |       |       |
|  | Montpellier HSC         | 1                       | 0                       | 1                       | Tours Volley-Ball       | Tours Volley-Ball | Tours Volley-Ball | 3                 | 3                 |                   |            |            |            |            |  |  |       |       |       |       |       |       |
|  |                         |                         |                         |                         |                         |                   | Tours Volley-Ball | 3                 | 3                 |                   |            |            |            |            |  |  |       |       |       |       |       |       |
|  |                         | Tourcoing LM            | Tourcoing LM            | Tourcoing LM            | 2                       | 1                 |                   |                   |                   |                   |            |            |            |            |  |  |       |       |       |       |       |       |
|  | Narbonne Volley         | Tourcoing LM            | Tourcoing LM            | Tourcoing LM            | 2                       | 1                 | 3                 | 0                 | 2                 | 3                 | 1          |            |            |            |  |  |       |       |       |       |       |       |
|  | Narbonne Volley         |                         |                         |                         |                         |                   |                   | 0                 | 2                 | 3                 | 1          |            |            |            |  |  |       |       |       |       |       |       |
|  | Tourcoing LM            | 1                       | 3                       | 3                       | 2                       | 3                 |                   |                   |                   |                   |            |            |            |            |  |  |       |       |       |       |       |       |
|  | Tourcoing LM            | 1                       | 3                       | 3                       | 2                       | 3                 | Tours Volley-Ball | Tours Volley-Ball | Tours Volley-Ball | Tours Volley-Ball | 0          | 3          |            |            |  |  |       |       |       |       |       |       |
|  |                         |                         |                         |                         |                         |                   | Tours Volley-Ball | Tours Volley-Ball | Tours Volley-Ball | Tours Volley-Ball | 0          | 3          |            |            |  |  |       |       |       |       |       |       |
|  |                         | Chaumont Volley-Ball 52 | Chaumont Volley-Ball 52 | Chaumont Volley-Ball 52 | Chaumont Volley-Ball 52 | 3                 | 0                 |                   |                   |                   |            |            |            |            |  |  |       |       |       |       |       |       |
|  | Nantes Rezé MV          | Chaumont Volley-Ball 52 | Chaumont Volley-Ball 52 | Chaumont Volley-Ball 52 | Chaumont Volley-Ball 52 | 3                 | 0                 | 3                 | 3                 | 3                 |            |            |            |            |  |  |       |       |       |       |       |       |
|  | Nantes Rezé MV          |                         |                         |                         |                         |                   |                   | 3                 | 3                 | 3                 |            |            |            |            |  |  |       |       |       |       |       |       |
|  | Arago de Sète           | 2                       | 1                       | 0                       |                         |                   |                   |                   |                   |                   |            |            |            |            |  |  |       |       |       |       |       |       |
|  | Arago de Sète           | 2                       | 1                       | 0                       | Nantes Rezé MV          | Nantes Rezé MV    | Nantes Rezé MV    | 3                 | 0                 | 0                 |            |            |            |            |  |  |       |       |       |       |       |       |
|  |                         |                         |                         |                         |                         |                   | Nantes Rezé MV    | 3                 | 0                 | 0                 |            |            |            |            |  |  |       |       |       |       |       |       |
|  |                         | Chaumont Volley-Ball 52 | Chaumont Volley-Ball 52 | Chaumont Volley-Ball 52 | 0                       | 3                 | 3                 |                   |                   |                   |            |            |            |            |  |  |       |       |       |       |       |       |
|  | Chaumont Volley-Ball 52 | Chaumont Volley-Ball 52 | Chaumont Volley-Ball 52 | Chaumont Volley-Ball 52 | 0                       | 3                 | 3                 | 3                 | 3                 | 1                 | 0          | 3          |            |            |  |  |       |       |       |       |       |       |
|  | Chaumont Volley-Ball 52 |                         |                         |                         |                         |                   |                   | 3                 | 3                 | 1                 | 0          | 3          |            |            |  |  |       |       |       |       |       |       |
|  | Saint-Nazaire VBA       | 0                       | 1                       | 3                       | 3                       | 2                 |                   |                   |                   |                   |            |            |            |            |  |  |       |       |       |       |       |       |
|  | Saint-Nazaire VBA       | 0                       | 1                       | 3                       | 3                       | 2                 |                   |                   |                   |                   |            |            |            |            |  |  |       |       |       |       |       |       |

- Todas as partidas seguem o horário local.

### Quartas de final
| Data    | Hora    |                         | Placar  |                         | Set 1   | Set 2   | Set 3   | Set 4   | Set 5   | Total   | Relatório |
| 1º x 8º | 1º x 8º | 1º x 8º                 | 1º x 8º | 1º x 8º                 | 1º x 8º | 1º x 8º | 1º x 8º | 1º x 8º | 1º x 8º | 1º x 8º | 1º x 8º   |
| ------- | ------- | ----------------------- | ------- | ----------------------- | ------- | ------- | ------- | ------- | ------- | ------- | --------- |
| 8 abr   | 15:00   | Tours Volley-Ball       | 3–1     | Montpellier HSC         | 25–20   | 20–25   | 25–21   | 29–27   |         | 99–93   | Relatório |
| 10 abr  | 13:00   | Tours Volley-Ball       | 3–0     | Montpellier HSC         | 27–25   | 25–19   | 25–14   |         |         | 77–58   | Relatório |
| 14 abr  | 15:00   | Montpellier HSC         | 1–3     | Tours Volley-Ball       | 26–24   | 26–28   | 22–25   | 22–25   |         | 96–102  | Relatório |
| 2º x 7º |         |                         |         |                         |         |         |         |         |         |         |           |
| 8 abr   | 15:00   | Nantes Rezé MV          | 3–2     | Arago de Sète           | 27–29   | 27–29   | 25–21   | 25–18   | 15–10   | 119–107 | Relatório |
| 10 abr  | 13:00   | Nantes Rezé MV          | 3–1     | Arago de Sète           | 25–23   | 21–25   | 25–19   | 25–19   |         | 96–86   | Relatório |
| 14 abr  | 15:00   | Arago de Sète           | 0–3     | Nantes Rezé MV          | 18–25   | 20–25   | 17–25   |         |         | 55–75   | Relatório |
| 3º x 6º |         |                         |         |                         |         |         |         |         |         |         |           |
| 8 abr   | 15:00   | Chaumont Volley-Ball 52 | 3–0     | Saint-Nazaire VBA       | 25–23   | 25–22   | 25–21   |         |         | 75–66   | Relatório |
| 10 abr  | 13:00   | Chaumont Volley-Ball 52 | 3–1     | Saint-Nazaire VBA       | 25–22   | 21–25   | 25–18   | 25–22   |         | 96–87   | Relatório |
| 14 abr  | 15:00   | Saint-Nazaire VBA       | 3–1     | Chaumont Volley-Ball 52 | 25–17   | 21–25   | 33–31   | 25–22   |         | 104–95  | Relatório |
| 16 abr  | 14:00   | Saint-Nazaire VBA       | 3–0     | Chaumont Volley-Ball 52 | 25–17   | 21–25   | 33–31   | 25–22   |         | 104–95  | Relatório |
| 19 abr  | 20:00   | Chaumont Volley-Ball 52 | 3–2     | Saint-Nazaire VBA       | 25–23   | 23–25   | 22–25   | 25–17   | 15–9    | 110–99  | Relatório |
| 4º x 5º |         |                         |         |                         |         |         |         |         |         |         |           |
| 8 abr   | 15:00   | Narbonne Volley         | 3–1     | Tourcoing LM            | 22–25   | 25–21   | 25–17   | 25–19   |         | 97–82   | Relatório |
| 10 abr  | 13:00   | Narbonne Volley         | 0–3     | Tourcoing LM            | 15–25   | 20–25   | 23–25   |         |         | 58–75   | Relatório |
| 14 abr  | 20:00   | Tourcoing LM            | 3–2     | Narbonne Volley         | 25–18   | 26–24   | 21–25   | 24–26   | 15–10   | 111–103 | Relatório |
| 16 abr  | 19:00   | Tourcoing LM            | 2–3     | Narbonne Volley         | 23–25   | 25–23   | 25–21   | 22–25   | 10–15   | 105–109 | Relatório |
| 19 abr  | 20:00   | Narbonne Volley         | 1–3     | Tourcoing LM            | 23–25   | 21–25   | 29–27   | 22–25   |         | 95–102  | Relatório |

### Semifinais
| Data    | Hora    |                         | Placar  |                         | Set 1   | Set 2   | Set 3   | Set 4   | Set 5   | Total   | Relatório |
| 1º x 5º | 1º x 5º | 1º x 5º                 | 1º x 5º | 1º x 5º                 | 1º x 5º | 1º x 5º | 1º x 5º | 1º x 5º | 1º x 5º | 1º x 5º | 1º x 5º   |
| ------- | ------- | ----------------------- | ------- | ----------------------- | ------- | ------- | ------- | ------- | ------- | ------- | --------- |
| 23 abr  | 20:00   | Tours Volley-Ball       | 3–2     | Tourcoing LM            | 25–22   | 25–22   | 21–25   | 25–27   | 15–12   | 111–108 | Relatório |
| 26 abr  | 20:00   | Tourcoing LM            | 1–3     | Tours Volley-Ball       | 19–25   | 25–23   | 20–25   | 22–25   |         | 86–98   | Relatório |
| 2º x 3º |         |                         |         |                         |         |         |         |         |         |         |           |
| 23 abr  | 20:00   | Nantes Rezé MV          | 3–0     | Chaumont Volley-Ball 52 | 25–21   | 25–19   | 25–23   |         |         | 75–63   | Relatório |
| 26 abr  | 20:00   | Chaumont Volley-Ball 52 | 3–0     | Nantes Rezé MV          | 25–22   | 25–20   | 25–21   |         |         | 75–63   | Relatório |
| 29 abr  | 19:00   | Nantes Rezé MV          | 0–3     | Chaumont Volley-Ball 52 | 21–25   | 19–25   | 21–25   |         |         | 61–75   | Relatório |

### Final
| Data       | Hora       |                         | Placar |                         | Set 1 | Set 2 | Set 3 | Set 4 | Set 5 | Total | Relatório |
| ---------- | ---------- | ----------------------- | ------ | ----------------------- | ----- | ----- | ----- | ----- | ----- | ----- | --------- |
| 6 mai      | 20:00      | Chaumont Volley-Ball 52 | 3–0    | Tours Volley-Ball       | 25–20 | 28–26 | 25–17 |       |       | 78–63 | Relatório |
| 13 mai     | 20:00      | Tours Volley-Ball       | 3–0    | Chaumont Volley-Ball 52 | 25–16 | 25–16 | 27–25 |       |       | 77–57 | Relatório |
| Golden set | Golden set | Tours Volley-Ball       | 15–10  | Chaumont Volley-Ball 52 |       |       |       |       |       |       |           |

## Playoffs do 5.º lugar

### Rodada preliminar
|  | Equipe classificada para as semifinais |

#### Classificação
|     |                   |     | Jogos | Jogos | Jogos | Resultados | Resultados | Resultados | Resultados | Resultados | Resultados | Sets | Sets | Sets  | Pontos | Pontos | Pontos |
| Pos | Equipe            | Pts | T     | V     | D     | 3–0        | 3–1        | 3–2        | 2–3        | 1–3        | 0–3        | V    | P    | R     | V      | P      | R      |
| --- | ----------------- | --- | ----- | ----- | ----- | ---------- | ---------- | ---------- | ---------- | ---------- | ---------- | ---- | ---- | ----- | ------ | ------ | ------ |
| 1   | Saint-Nazaire VBA | 11  | 5     | 4     | 1     | 2          | 1          | 1          | 0          | 0          | 1          | 12   | 6    | 2,000 | 425    | 378    | 1.124  |
| 2   | Arago de Sète     | 11  | 5     | 3     | 2     | 2          | 1          | 0          | 2          | 0          | 0          | 13   | 7    | 1.857 | 468    | 422    | 1.109  |
| 3   | Paris Volley      | 9   | 5     | 3     | 2     | 3          | 0          | 0          | 0          | 1          | 1          | 10   | 6    | 1.667 | 356    | 340    | 1.047  |
| 4   | Montpellier HSC   | 6   | 5     | 2     | 3     | 1          | 1          | 0          | 0          | 1          | 2          | 7    | 10   | 0.700 | 380    | 402    | 0.945  |
| 5   | Poitiers Volley   | 6   | 5     | 2     | 3     | 2          | 0          | 0          | 0          | 0          | 3          | 6    | 9    | 0.667 | 315    | 335    | 0.940  |
| 6   | Narbonne Volley   | 2   | 5     | 1     | 4     | 0          | 0          | 1          | 0          | 1          | 3          | 4    | 14   | 0.286 | 360    | 427    | 0.843  |

#### Resultados
1ª rodada
| Data   | Hora  |                   | Placar |                 | Set 1 | Set 2 | Set 3 | Set 4 | Set 5 | Total   | Relatório |
| ------ | ----- | ----------------- | ------ | --------------- | ----- | ----- | ----- | ----- | ----- | ------- | --------- |
| 22 abr | 18:00 | Paris Volley      | 3–0    | Poitiers Volley | 25–23 | 25–14 | 25–19 |       |       | 75–56   | Relatório |
| 22 abr | 20:00 | Narbonne Volley   | 3–2    | Arago de Sète   | 16–25 | 25–21 | 23–25 | 25–21 | 15–11 | 104–103 | Relatório |
| 22 abr | 20:00 | Saint-Nazaire VBA | 3–0    | Montpellier HSC | 25–22 | 25–21 | 25–14 |       |       | 75–57   | Relatório |

2ª rodada
| Data   | Hora  |                 | Placar |                   | Set 1 | Set 2 | Set 3 | Set 4 | Set 5 | Total | Relatório |
| ------ | ----- | --------------- | ------ | ----------------- | ----- | ----- | ----- | ----- | ----- | ----- | --------- |
| 25 abr | 19:30 | Arago de Sète   | 3–0    | Paris Volley      | 25–20 | 25–18 | 25–18 |       |       | 75–56 | Relatório |
| 25 abr | 20:00 | Narbonne Volley | 1–3    | Montpellier HSC   | 23–25 | 22–25 | 25–23 | 24–26 |       | 94–99 | Relatório |
| 25 abr | 20:00 | Poitiers Volley | 3–0    | Saint-Nazaire VBA | 25–15 | 25–20 | 25–22 |       |       | 75–57 | Relatório |

3ª rodada
| Data   | Hora  |                   | Placar |                 | Set 1 | Set 2 | Set 3 | Set 4 | Set 5 | Total   | Relatório |
| ------ | ----- | ----------------- | ------ | --------------- | ----- | ----- | ----- | ----- | ----- | ------- | --------- |
| 28 abr | 20:00 | Montpellier HSC   | 3–0    | Poitiers Volley | 25–14 | 25–23 | 25–21 |       |       | 75–58   | Relatório |
| 28 abr | 20:00 | Saint-Nazaire VBA | 3–2    | Arago de Sète   | 25–19 | 26–28 | 34–32 | 20–25 | 15–11 | 120–115 | Relatório |
| 28 abr | 20:00 | Paris Volley      | 3–0    | Narbonne Volley | 25–22 | 25–11 | 25–20 |       |       | 75–53   | Relatório |

4ª rodada
| Data  | Hora  |                   | Placar |                 | Set 1 | Set 2 | Set 3 | Set 4 | Set 5 | Total  | Relatório |
| ----- | ----- | ----------------- | ------ | --------------- | ----- | ----- | ----- | ----- | ----- | ------ | --------- |
| 1 mai | 17:00 | Saint-Nazaire VBA | 3–1    | Paris Volley    | 25–16 | 25–17 | 23–25 | 25–17 |       | 98–75  | Relatório |
| 1 mai | 17:00 | Poitiers Volley   | 3–0    | Narbonne Volley | 25–17 | 25–16 | 25–20 |       |       | 75–53  | Relatório |
| 1 mai | 17:00 | Arago de Sète     | 3–1    | Montpellier HSC | 25–23 | 25–27 | 25–21 | 25–20 |       | 100–91 | Relatório |

5ª rodada
| Data  | Hora  |                 | Placar |                   | Set 1 | Set 2 | Set 3 | Set 4 | Set 5 | Total | Relatório |
| ----- | ----- | --------------- | ------ | ----------------- | ----- | ----- | ----- | ----- | ----- | ----- | --------- |
| 4 mai | 19:30 | Arago de Sète   | 3–0    | Poitiers Volley   | 25–17 | 25–21 | 25–13 |       |       | 75–51 | Relatório |
| 4 mai | 20:00 | Montpellier HSC | 0–3    | Paris Volley      | 23–25 | 22–25 | 13–25 |       |       | 58–75 | Relatório |
| 4 mai | 20:00 | Narbonne Volley | 0–3    | Saint-Nazaire VBA | 21–25 | 15–25 | 20–25 |       |       | 56–75 | Relatório |

### Final four
|  | Semifinais        | Semifinais    |                   |   | Final | Final |
|  |                   |               |                   |   |       |       |
|  |                   |               |                   |   |       |       |
|  |                   |               |                   |   |       |       |
|  | Saint-Nazaire VBA | 3             |                   |   |       |       |
|  | Saint-Nazaire VBA | 3             |                   |   |       |       |
|  | Montpellier HSC   | 0             |                   |   |       |       |
|  | Montpellier HSC   | 0             | Saint-Nazaire VBA | 3 |       |       |
|  |                   |               | Saint-Nazaire VBA | 3 |       |       |
|  |                   | Arago de Sète | 0                 |   |       |       |
|  | Arago de Sète     | Arago de Sète | 0                 | 3 |       |       |
|  | Arago de Sète     |               |                   | 3 |       |       |
|  | Paris Volley      | 0             |                   |   |       |       |
|  | Paris Volley      | 0             |                   |   |       |       |

#### Semifinais
| Data  | Hora  |                   | Placar |                 | Set 1 | Set 2 | Set 3 | Set 4 | Set 5 | Total | Relatório |
| ----- | ----- | ----------------- | ------ | --------------- | ----- | ----- | ----- | ----- | ----- | ----- | --------- |
| 9 mai | 19:30 | Arago de Sète     | 3–0    | Paris Volley    | 25–21 | 25–16 | 25–21 |       |       | 75–58 | Relatório |
| 9 mai | 20:00 | Saint-Nazaire VBA | 3–0    | Montpellier HSC | 25–18 | 25–23 | 25–16 |       |       | 75–57 | Relatório |

#### Final
| Data   | Hora  |                   | Placar |               | Set 1 | Set 2 | Set 3 | Set 4 | Set 5 | Total | Relatório |
| ------ | ----- | ----------------- | ------ | ------------- | ----- | ----- | ----- | ----- | ----- | ----- | --------- |
| 13 mai | 17:00 | Saint-Nazaire VBA | 3–0    | Arago de Sète | 26–24 | 25–23 | 25–21 |       |       | 76–68 | Relatório |

## Classificação final
| Posição           | Equipe                       | Classificação                |
| ----------------- | ---------------------------- | ---------------------------- |
| Medalha de ouro   | Tours Volley-Ball            | Liga dos Campeões de 2023–24 |
| Medalha de prata  | Chaumont Volley-Ball 52      | Liga dos Campeões de 2023–24 |
| Medalha de bronze | Nantes Rezé MV               | Taça CEV de 2023–24          |
| 4                 | Tourcoing LM                 | Taça CEV de 2023–24          |
| 5                 | Saint-Nazaire VBA            | Taça Challenge de 2023–24    |
| 6                 | Narbonne Volley              | Ligue A de 2023–24           |
| 7                 | Arago de Sète                | Ligue A de 2023–24           |
| 8                 | Montpellier HSC              | Ligue A de 2023–24           |
| 9                 | Paris Volley                 | Ligue A de 2023–24           |
| 10                | Poitiers Volley              | Ligue A de 2023–24           |
| 11                | Spacer's de Toulouse         | Ligue A de 2023–24           |
| 12                | Plessis Robinson Volley Ball | Ligue A de 2023–24           |
| 13                | Nice Volley-Ball             | Ligue A de 2023–24           |
| 14                | Cambrai Volley               | Ligue B de 2023–24           |

## Premiação
| Ligue A de 2022–23                     |
| -------------------------------------- |
| Tours Volley-Ball Campeão (9.º título) |